# Église Saint-Paul du Vila
Pour les articles homonymes, voir église Saint-Paul.
L'église Saint-Paul du Vila (en catalan : Sant Pau d'Envistadors) est une église située au lieu-dit Le Vila, à Reynès, dans le département français des Pyrénées-Orientales. Probablement d'origine préromane, le bâtiment a été fortement remanié au XVIIe siècle.